# Paulus von Narbonne
Paulus war der erste Bischof von Narbonne. Sein Patrozinium ist der 22. März. Er war einer der sieben zu Bischöfen geweihten Männer, die nach Gregor von Tours (538–594) zur Zeit des Kaisers Decius, also in den Jahren 249–251, zur Mission nach Gallien gesandt wurden, wobei er sich auf eine aus dem 5. Jahrhundert stammende Passio des Saturninus von Toulouse bezieht. Die anderen Missionare waren: Gatianus von Tours, Trophimus von Arles, Saturninus von Toulouse, Dionysius von Paris, Stremonius von Auvergne und Martial von Limoges, die jeweils als erste Bischöfe ihrer Diözesen gelten.
Zu Paulus berichtet Gregor, dass er seinen Auftrag ausführen konnte und in Frieden starb.
Im Mittelalter wurde Paulus, um die Verbindung der lokalen Tradition zu dem Aposteln zu stärken, mit dem römischen Prokonsul Sergius Paulus gleichgesetzt, der vom Apostel Paulus bekehrt wurde (Apostelgeschichte 13:6–13). Auch heute noch wird Bischof Paulus in Narbonne als Saint Paul-Serge verehrt, seine Basilika in der Stadt trägt diesen Namen.